# شبکه دانشگاهی سلامت
شبکه دانشگاهی سلامت (انگلیسی: University Health Network) یک شبکهٔ بیمارستانی آموزشی-پژوهشی است که شهر تورنتو کانادا واقع و بزرگترین سازمان پژوهشی در آمریکای شمالی است که رتبهٔ نخست را در کانادا به‌لحاظ بودجهٔ کلی پژوهشی داراست. «مؤسسهٔ ریسرچ اینفوسورس»، شبکه دانشگاهی سلامت را برترین مرکز پژوهشی کانادا از سال ۲۰۱۵ تا ۲۰۱۷ میلادی نامید. چهار بیمارستانی که عضو این شبکه هستند عبارتند از: بیمارستان عمومی تورنتو، بیمارستان تورنتو وسترن، مرکز سرطان شاهدخت مارگارت و مؤسسه توانبخشی تورنتو. شبکه دانشگاهی سلامت همچنین گردانندهٔ مؤسسه میچنر است که یک مؤسسهٔ تحصیلات تکمیلی است که در حوزهٔ علوم بهداشتی و راهبردی مدرک و گواهینامه اعطا می‌کند.